# Irina Archangielska
Irina Archangielska, ros. Ирина Архангельская (ur. 5 sierpnia 1965 w Taszkencie) – rosyjska siatkarka, posiadająca polskie obywatelstwo (od 1996), grająca na pozycji rozgrywającej. W 2000 była 11-krotną reprezentantką Polski, pełniąc także funkcję kapitana.
Zaczynała grać w siatkówkę w Automobilliście Taszkent, klubie grającym wtedy w wyższej lidze (ekstraklasie) ZSRR. Występy w Polsce rozpoczęła od sezonu 1992/1993. Największe sukcesy odnosiła w barwach Pałacu Bydgoszcz (złoty i brązowy medal mistrzostw Polski oraz PTPS Nafta Piła (4 mistrzostwa i 3 Puchary Polski). Z pilskim zespołem zajęła także 4. miejsce w Final Four Ligi Mistrzyń w 2000 roku. W sezonie 2011/2012 zawodniczka KS Piecobiogaz Murowana Goślina, a od 22 listopada 2011 również grająca trenerka.
W styczniu 2013 ponownie została zawodniczką PTPS-u Piła, zastępując Marinę Katić, z którą klub rozwiązał kontrakt.
Jej mężem jest Nikołaj Tanasejczuk, były koszykarz, obecnie trener koszykarski.

## Osiągnięcia

### Klubowe
- Mistrzostwo Polski: 1993 (z Pałacem-Samsung Bydgoszcz), 1999, 2000, 2001, 2002 (z PTPS Naftą Piła)
- Brązowy medal Mistrzostw Polski: 1998 (z Pałacem-Samsung Bydgoszcz)
- Puchar Polski: 2000, 2002, 2003 (z PTPS Naftą Piła)
- 4. miejsce w Final Four Ligi Mistrzyń: 2000 (z PTPS Naftą Piła)

### Reprezentacyjne
- Awans z reprezentacją Polski na mistrzostwa Europy w 2003 roku